# 阿玉奇
阿玉奇（托忒文：ᠠᡕᡇᡍᡅ，羅馬化：Ayuká，转写：Ayuki，或稱阿玉氣、鄂岳奇（Öyoki）、阿尤喜，1640年—1724年），1669－1724年卫拉特蒙古西迁建立的卡尔梅克汗国可汗。全盛時，領土西、北兩邊到伏爾加河，南到裏海，東到烏拉爾河。

## 聯俄
阿玉奇即位時，土爾扈特部西遷至伏爾加河下游已近40年。1673年，阿玉奇與俄國結盟，宣誓效忠。在俄國與鄂圖曼的戰爭中，阿玉奇起初軍事支援俄國，自1683年起卻因鄂圖曼的利誘而保持中立。1697年，阿玉奇復與俄國科里琴公爵訂立平等同盟條約，自1700年起派騎兵北上，支援俄國對付瑞典的北方戰爭，戰後，1722年與彼得一世在兩國邊境城鎮薩拉托夫會面，答允繼續借兵。
阿玉奇並不親俄，曾對清朝使節說：「我雖外夷，然冠服與中國同，俄羅斯乃嗜欲不通，言語不同之匿也。」

## 稱汗
虽然阿玉奇和成吉思汗血緣上毫無關係，并非蒙古黄金家族。1697年，他被六世達賴喇嘛、攝政桑結嘉錯授予「岱青阿尤喜汗」的稱號，等於獲承認為全體衛拉特（西部蒙古族）的可汗。當時准噶爾部首領策妄阿喇布坦獲授「渾台吉」（副汗）的稱號，阿玉奇遂與策妄阿喇布坦爭奪四衛拉特部落聯盟的盟主。二人份屬親戚，互相遣使通婚。
1701年，阿玉奇兒子桑札布（或作三濟扎卜）背叛父親，率領自己的一萬屬民投奔准噶爾策妄阿喇布坦，並打算前赴西藏，不料被策妄阿喇布坦誘捕，屬民都被奪去，唯有逃回阿玉奇那裏。由於實力不足，阿玉奇不得不放棄降服准噶爾和統一衛拉特的企圖。

## 通藏通清
1698年，阿玉奇派遣大型使團前往西藏，回歸時被策妄阿喇布坦攔截，只好投奔清朝。為了進攻策妄阿喇布坦，1709年阿玉奇遣使繞道西伯利亞，企圖與清朝結盟。1712年，圖理琛奉康熙之命，途經俄國領土，兩年後到伏爾加河下游與阿玉奇會面，回國後寫成紀遊的《異域錄》。
阿玉奇卒後，土爾扈特部分裂並爆發繼位之爭，加上俄國的干涉，始終沒有出兵協助清朝攻打準噶爾。